# Élections générales britanniques de 2017 dans les Cornouailles
Des élections générales britanniques ont lieu le 8 juin 2017 pour élire la 57e législature du Parlement du Royaume-Uni. La Cornouailles élit 6 des 650 députés.

## Résultats

### Global
| Partis | Partis                         | Voix    | Voix  | Voix       | Total des sièges | Total des sièges |
| Partis | Partis                         | Votes   | %     | +/−        | Sièges           | +/−              |
| ------ | ------------------------------ | ------- | ----- | ---------- | ---------------- | ---------------- |
|        | Parti conservateur             | 152 428 | 48,43 | 5,33       | 6 / 6            | stagnation       |
|        | Parti travailliste             | 83 968  | 26,68 | 14,39      | 0 / 6            | stagnation       |
|        | Libéraux-démocrates            | 73 875  | 23,47 | 1,07       | 0 / 6            | stagnation       |
|        | Parti vert                     | 3 218   | 1,02  | 4,83       | 0 / 6            | stagnation       |
|        | UKIP                           | 897     | 0,29  | 13,54      | 0 / 6            | stagnation       |
|        | Alliance des peuples chrétiens | 185     | 0,06  |            | 0 / 6            |                  |
|        | Parti travailliste socialiste  | 138     | 0,04  |            | 0 / 6            |                  |
| Total  | Total                          | 314 709 | 100   | stagnation | 6 / 6            | stagnation       |

### Par circonscription

#### Camborne & Redruth
| Candidats                      | Candidats                      | Partis                         | Voix   | %    | +/−  |
| ------------------------------ | ------------------------------ | ------------------------------ | ------ | ---- | ---- |
|                                | George Eustice                 | Parti conservateur             | 23 001 | 47,5 | 7,2  |
|                                | Graham Winter                  | Parti travailliste             | 21 424 | 44,2 | 19,3 |
|                                | Geoff Williams                 | Libéraux-démocrates            | 2 979  | 6,1  | 6,3  |
|                                | Geoff Garbett                  | Parti vert                     | 1 052  | 2,2  | 3,5  |
| Total (Participation : 71,8 %) | Total (Participation : 71,8 %) | Total (Participation : 71,8 %) | 48 456 | 100  |      |

#### Cornwall North
| Candidats                      | Candidats                      | Partis                         | Voix   | %    | +/− |
| ------------------------------ | ------------------------------ | ------------------------------ | ------ | ---- | --- |
|                                | Scott Mann                     | Parti conservateur             | 25 835 | 50,7 | 5,8 |
|                                | Daniel Rogerson                | Libéraux-démocrates            | 18 635 | 36,6 | 5,3 |
|                                | Joy Bassett                    | Parti travailliste             | 6 151  | 12,1 | 6,6 |
|                                | John Allman                    | Alliance des peuples chrétiens | 185    | 0,4  |     |
|                                | Robert Hawkins                 | Parti travailliste socialiste  | 138    | 0,3  |     |
| Total (Participation : 74,0 %) | Total (Participation : 74,0 %) | Total (Participation : 74,0 %) | 50 944 | 100  |     |

#### Cornwall South East
| Candidats                      | Candidats                      | Partis                         | Voix   | %    | +/−  |
| ------------------------------ | ------------------------------ | ------------------------------ | ------ | ---- | ---- |
|                                | Sheryll Murray                 | Parti conservateur             | 29 493 | 55,4 | 4,9  |
|                                | Gareth Derrick                 | Parti travailliste             | 12 050 | 22,6 | 13,3 |
|                                | Phil Hutty                     | Libéraux-démocrates            | 10 346 | 19,4 | 2,6  |
|                                | Martin Corney                  | Parti vert                     | 1 335  | 2,5  | 2,9  |
| Total (Participation : 74,0 %) | Total (Participation : 74,0 %) | Total (Participation : 74,0 %) | 53 224 | 100  |      |

#### St Austell & Newquay
| Candidats                      | Candidats                      | Partis                         | Voix   | %    | +/−  |
| ------------------------------ | ------------------------------ | ------------------------------ | ------ | ---- | ---- |
|                                | Steve Double                   | Parti conservateur             | 26 856 | 49,5 | 9,3  |
|                                | Kevin Neil                     | Parti travailliste             | 15 714 | 29,0 | 18,8 |
|                                | Stephen Gilbert                | Libéraux-démocrates            | 11 642 | 21,5 | 2,5  |
| Total (Participation : 69,0 %) | Total (Participation : 69,0 %) | Total (Participation : 69,0 %) | 54 212 | 100  |      |

#### St Ives
| Candidats                      | Candidats                      | Partis                         | Voix   | %    | +/− |
| ------------------------------ | ------------------------------ | ------------------------------ | ------ | ---- | --- |
|                                | Derek Thomas                   | Parti conservateur             | 22 120 | 43,2 | 4,9 |
|                                | Andrew George                  | Libéraux-démocrates            | 21 808 | 42,6 | 9,4 |
|                                | Christopher Drew               | Parti travailliste             | 7 298  | 14,2 | 4,9 |
| Total (Participation : 75,9 %) | Total (Participation : 75,9 %) | Total (Participation : 75,9 %) | 51 226 | 100  |     |

#### Truro & Falmouth
| Candidats                      | Candidats                      | Partis                         | Voix   | %    | +/−  |
| ------------------------------ | ------------------------------ | ------------------------------ | ------ | ---- | ---- |
|                                | Sarah Newton                   | Parti conservateur             | 25 123 | 44,4 | 0,3  |
|                                | Jayne Kirkham                  | Parti travailliste             | 21 331 | 37,7 | 22,5 |
|                                | Rob Nolan                      | Libéraux-démocrates            | 8 465  | 14,9 | 1,9  |
|                                | Duncan Odgers                  | UKIP                           | 897    | 1,6  | 10,0 |
|                                | Amanda Pennington              | Parti vert                     | 831    | 1,5  | 7,2  |
| Total (Participation : 75,8 %) | Total (Participation : 75,8 %) | Total (Participation : 75,8 %) | 56 647 | 100  |      |

### Députés élus
| Circonscription      | Député sortant | Député sortant | Député élu | Député élu     |
| -------------------- | -------------- | -------------- | ---------- | -------------- |
| Camborne & Redruth   |                | George Eustice |            | George Eustice |
| Cornwall North       |                | Scott Mann     |            | Scott Mann     |
| Cornwall South East  |                | Sheryll Murray |            | Sheryll Murray |
| St Austell & Newquay |                | Steve Double   |            | Steve Double   |
| St Ives              |                | Derek Thomas   |            | Derek Thomas   |
| Truro & Falmouth     |                | Sarah Newton   |            | Sarah Newton   |